# 正四角帳塔反角柱
正四角帳塔反角柱為92種詹森多面體（J23）中的其中一個，顧名思義，它可由一個正八角反角柱在一個底面上連接一底面大小相同的正四角帳塔（J4）接合而成。或者也可以將雙四角台塔反角柱（J45）截去一個正四角帳塔而得到。這92種詹森立體最早在1966年由諾曼·詹森命名並給予描述。

## 外部連結
- 埃里克·韦斯坦因. . MathWorld.
  - 埃里克·韦斯坦因. . MathWorld.